# Pitcairnia clavata
Pitcairnia clavata är en gräsväxtart som beskrevs av Lyman Bradford Smith. Pitcairnia clavata ingår i släktet Pitcairnia och familjen Bromeliaceae. Inga underarter finns listade i Catalogue of Life.